# Klaus Trummer
Klaus Trummer (Zeitz, 24 de febrero de 1945) es un deportista de la RDA que compitió en piragüismo en la modalidad de eslalon. Ganó seis medallas en el Campeonato Mundial de Piragüismo en Eslalon entre los años 1971 y 1975.

## Palmarés internacional
| Campeonato Mundial | Campeonato Mundial  | Campeonato Mundial | Campeonato Mundial |
| Año                | Lugar               | Medalla            | Competición        |
| ------------------ | ------------------- | ------------------ | ------------------ |
| 1971               | Merano (Italia)     | Medalla de oro     | C2 individual      |
| 1971               | Merano (Italia)     | Medalla de oro     | C2 por equipos     |
| 1973               | Muotathal (Suiza)   | Medalla de plata   | C2 individual      |
| 1973               | Muotathal (Suiza)   | Medalla de bronce  | C2 por equipos     |
| 1975               | Skopie (Yugoslavia) | Medalla de oro     | C2 individual      |
| 1975               | Skopie (Yugoslavia) | Medalla de oro     | C2 por equipos     |